# Ursel Eberz
Ursel Eberz, pseudonimo di Erni Eberz (Colonia, 12 aprile 1942), è un'attrice tedesca.
Nata a Colonia, fu protagonista negli anni della giovinezza di spot pubblicitari e divenne abbastanza nota in Germania. Negli anni successivi si dedicò con successo al teatro.
Nel 1971 sposò il regista Lucio Fulci, morto nel 1996. Ritiratasi dal mondo dello spettacolo, si concesse un piccolo cameo nella pellicola Una lucertola con la pelle di donna, (1971), diretta dallo stesso Fulci.
Negli ultimi anni è riapparsa in alcune pellicole in piccolissimi ruoli: fra queste, Il silenzio dei prosciutti, (1994), di Ezio Greggio, Central do Brasil, (1998), di Walter Salles e The Queen - La regina, (2006), di Stephen Frears.

## Filmografia
- Una lucertola con la pelle di donna - (1971)
- Il silenzio dei prosciutti - (1994)
- Central do Brasil - (1998)
- The Queen - La regina - (2006)